# Repubblica Socialista Sovietica Georgiana
La Repubblica Socialista Sovietica Georgiana (RSS Georgiana) o Repubblica Socialista Sovietica di Georgia (in georgiano საქართველოს საბჭოთა სოციალისტური რესპუბლიკა?, sak'art'velos sabchot'a sots'ialisturi respublika; in russo Грузи́нская Сове́тская Социалисти́ческая Респу́блика?, Gruzinskaja Sovetskaja Socialističeskaja Respublika) era il nome della Georgia quando faceva parte dell'Unione Sovietica, dal 1936 al 1991.

## Storia
Stabilita come Repubblica socialista sovietica il 25 febbraio 1921, dal 12 marzo 1922 al 5 dicembre 1936 fece parte della RSSF Transcaucasica insieme alla RSS Armena e alla RSS Azera, nel 1936 la RSSF Transcaucasica fu dissolta. Con il governo di Nikita Chruščёv, il governo fu decentralizzato e il Partito Comunista di Georgia prese il potere; con la crescita del Partito, crebbe anche l'economia del mercato nero e la corruzione. Eduard Shevardnadze lavorò per anni per combattere questa corruzione dalla metà degli anni sessanta fino al 1985, quando fu nominato Ministro degli esteri sovietico.
Il 28 ottobre 1990 si tennero le elezioni parlamentari democratiche, e il 15 novembre 1990 la nazione fu chiamata Repubblica di Georgia, che dichiarò l'indipendenza dall'URSS il 9 aprile 1991, con il leader nazionalista Zviad Gamsakhurdia. La secessione fu riconosciuta dall'Unione Sovietica solo nel settembre 1991, durante il processo di dissoluzione dell'Unione Sovietica.

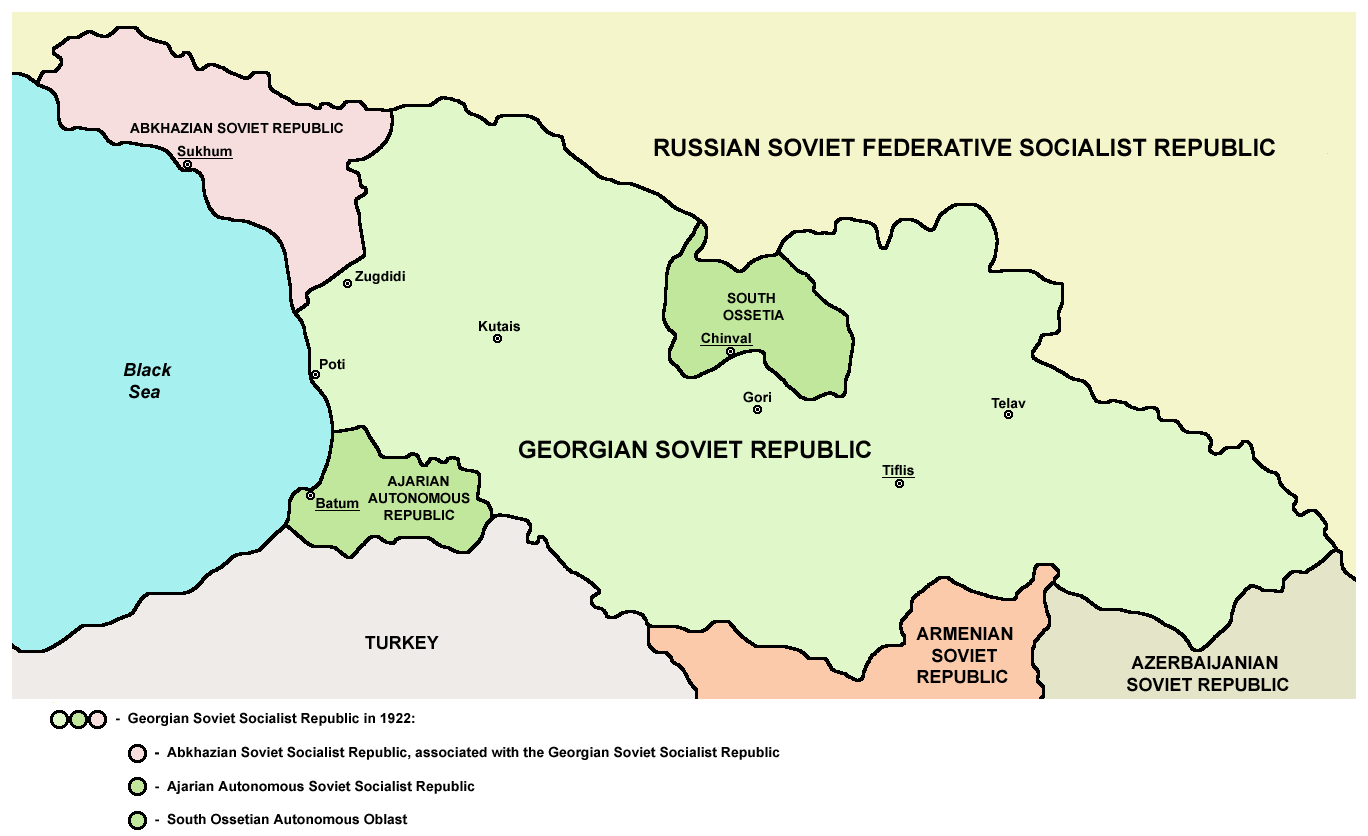
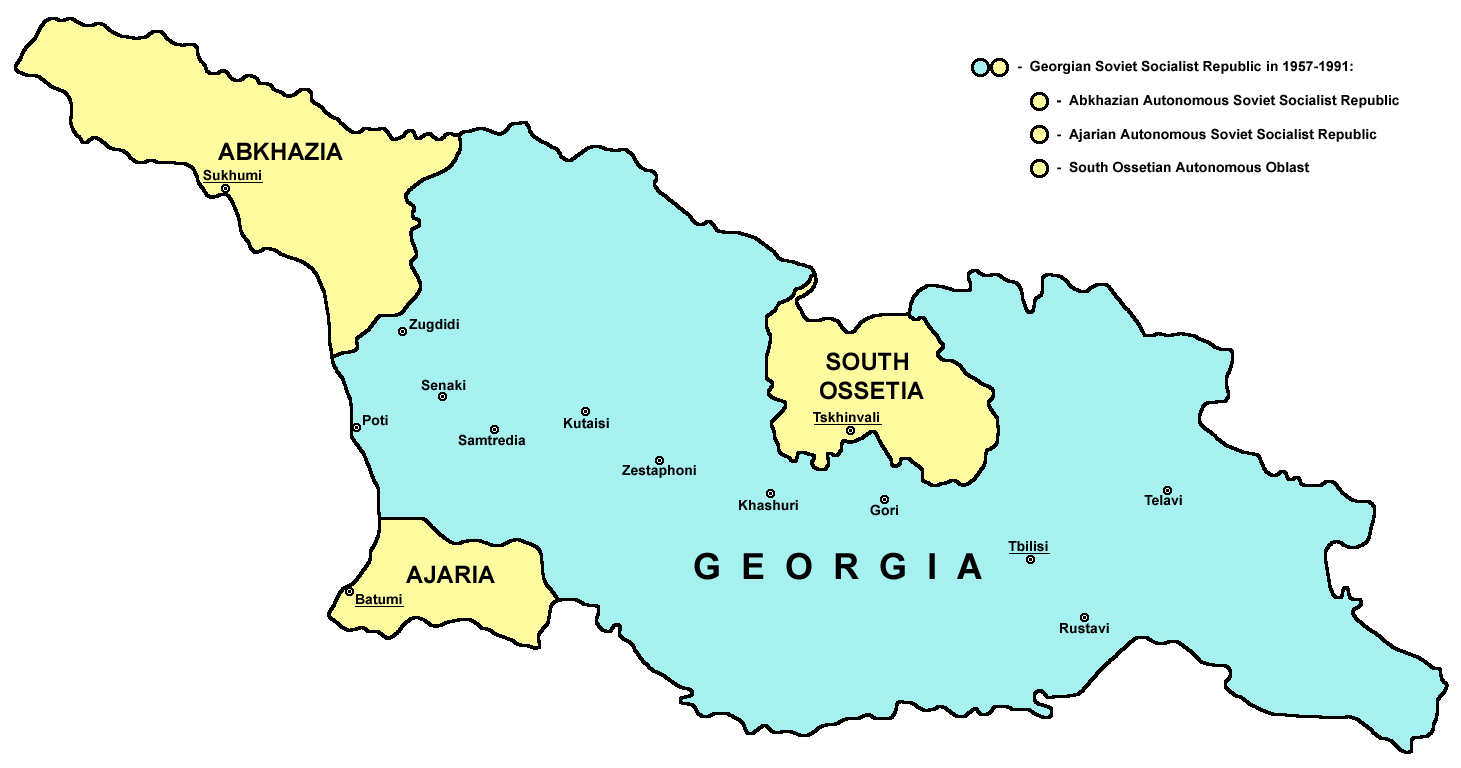